# گودال (فیلم ۱۳۶۷)
گودال (فیلم ۱۳۶۷) فیلمی به کارگردانی  و نویسندگی علی شاه حاتمی ساختهٔ سال ۱۳۶۷ است.

## بازیگران
- حافظ محمدی
- علی یزدانی
- محسن صابری
- احمد حیدری
- علی توکلی
- ابراهیم حسین پور
- یوسف قهرمان زاده
- حسن میرزاخلیلی
- ابراهیم شجاعی
- ولی اله مهتاج
- حمید منتجبی نیا
- شاپور باقری
- احمد راد
- رضا قاسمی
- اردشیر ایران نژاد
- تقی ربیعی